# Scandinavian Airlines System
Scandinavian Airlines System (más conocida y denominada SAS) es la aerolínea de bandera de Dinamarca, Noruega y Suecia. SAS es una abreviatura del nombre completo de la empresa, Scandinavian Airlines System o legalmente Scandinavian Airlines System Denmark-Norway-Sweden. Como parte de SAS Group y con sede en el SAS Frösundavik Office Building en Solna, Suecia, la aerolínea opera 180 aviones a 90 destinos, hasta diciembre de 2019.

## Historia
SAS AB es una aerolínea que fue fundada el 1 de agosto de 1946 cuando las aerolíneas nacionales DDL de Dinamarca, SILA de Suecia y DNL de Noruega, formaron un consorcio para el control del tráfico aéreo de Escandinavia. Las operaciones comenzaron el día 17 de septiembre de 1946, con la incorporación de la aerolínea sueca ABA en lugar de SILA. Las compañías comenzaron la coordinación de las operaciones en 1948 y, finalmente, desembocaron en la forma actual de manejo del Consorcio SAS en 1951.
Inició sus operaciones intercontinentales el 1 de agosto de 1946. El primer avión que se incorpora a la flota de SAS fue un Douglas DC-4, el cual permitía realizar operaciones a Nueva York y Sudamérica, ya desde ese año.
El Consorcio SAS, tal y como es conocido actualmente, se constituye el 8 de febrero de 1950. El acuerdo inicialmente era válido para los siguientes 25 años, aunque ha sido renovado hasta 2020. Ya a principios de los años 50, incluye en sus rutas puntos tan distantes como Tokio, Bangkok o Nairobi.
En 1952 SAS realiza el primer vuelo transatlántico con fines exploratorios, durante el vuelo de entrega de un Douglas DC-6B desde Los Ángeles (California) a Copenhague, pasando por Thule, Groenlandia. Este sería el preludio del primer vuelo que emplearía las rutas polares como atajo, uniendo Copenhague con Los Ángeles a partir de noviembre de 1954.
Con la llegada del primer Douglas DC-7 de motor a pistón, se abren rutas a Moscú y Riga. Estos aviones se emplearían también para la ruta Copenhague-Anchorage-Tokio a través de las anteriormente mencionadas rutas polares.
En 1959, SAS se convierte en la primera aerolínea a nivel mundial en poner en funcionamiento el Sud Aviation Caravelle, su primer avión de reacción en la flota. La ruta asignada al mismo será Copenhague-Beirut.
Ya en 1960, otros aviones de reacción se suman a la flota, en este caso los Douglas DC-8 que realizaban rutas a Nueva York y Tokio. Ya durante esta década se encontraban en la carpeta de destinos a las ciudades de Chicago, Montreal y Seattle.
SAS pasa a ser la aerolínea cliente de lanzamiento del McDonnell Douglas DC-9-41 y DC-9-21, aviones que se empleaban a partir de 1968 en rutas de media distancia y domésticas.
El primer Boeing 747 entregado a la compañía, en febrero de 1971, se destinaba a la ruta entre Copenhague y Nueva York; posteriormente se emplearían más unidades de este modelo para unir Bergen con dicha ciudad norteamericana. Se abre en 1973 la ruta a Nueva Delhi.
La llegada en 1974 del McDonnell Douglas DC-10-30, coincide con la retirada del servicio del Caravelle y, dos años más tarde, la flota de SAS pasa a ser únicamente de aviones con motores a reacción. La presencia de aviones de largo alcance permitía a la compañía crear rutas que unían las ciudades de Oslo y Estocolmo con Nueva York a través de Copenhague.
Ya en los años 80, SAS comienza a realizar vuelos internos gracias a los Fokker F-27 y un hovercraft que unía las ciudades de Copenhague y Malmö.
En 1985, se retiran del servicio los Boeing 747, a la vez que se dejan de ofrecer los vuelos a Sudáfrica. En este año se recibe el primero de los MD-81 destinados a las rutas de media y corta distancia.
En 1988 se procede a una amplia renovación de la flota. Se encargan nueve Boeing 767 de alcance intercontinental, 61 McDonnell Douglas MD-80 y Fokker F-50 por un valor de US$1 500 000 000. Durante la década de 1980 proliferan las alianzas y contactos con otras aerolíneas, entre las que destacaban: British Midland, Continental Airlines, Swissair y Lan Chile.
Ya en los años 90 las alianzas prosiguen, lo cual permitía ofrecer a los pasajeros numerosos destinos en código compartido con otras aerolíneas. Así, con Varig se abre la ruta Copenhague-Río de Janeiro/São Paulo.
En 1995 una nueva renovación de la flota lleva a SAS a adquirir 41 Boeing 737-600 que se entregarán a partir de 1998. En ese año SAS anuncia su alianza estratégica con Lufthansa y United Airlines. Al año siguiente SAS Cargo comienza sus operaciones con Boeing 747-200BC en rutas Gotemburgo-Nueva York, Gotemburgo-Osaka/Macao y Nueva Delhi. Este mismo año SAS se convierte en la primera aerolínea europea en poner en funcionamiento el MD-90.
En 1997 fue fundamental el desarrollo de la compañía. SAS junto a Air Canada, Lufthansa, Thai Airways y United Airlines anuncian la formación de la Star Alliance. En este año se produce la incorporación de aviones Saab 2000 y el pedido de 15 turbohélices Dash-8-400, destinados al mercado doméstico. Antes de final de año, Varig se uniría a la Star Alliance.
Durante 1998, se produce la adquisición de la aerolínea finlandesa destinada a vuelos nacionales Air Botnia. Al pedido de 41 Boeing 737-600 se suman otros 14 confirmados y una opción por 40 más.
En 1999, la flota carguera de la compañía es sustituida por McDonnell Douglas MD-11F a través de régimen de wet lease (alquiler de avión y tripulación) a Lufthansa Cargo. Otra gran renovación de flota se cierne sobre la compañía, con la incorporación del primero de los Boeing 737-700 y el pedido de 10 Airbus A330 y A340-300, con opción a 7 más. Igualmente, se formaliza el pedido de 12 Airbus A321, con una opción a 10 más durante el año 2000. En este año se incorpora a la flota el primero de los Boeing 737-800.
En 2001 entran en servicio los Airbus A340. En este año aciago para la aviación a nivel mundial, SAS sufre el mayor accidente de su historia. En un día de niebla en el aeropuerto de Milán-Linate, un MD-87 colisionó con un Cessna privado durante la maniobra de despegue. Los 110 ocupantes del avión escandinavo perecieron, así como los 4 del Cessna y 4 trabajadores de tierra. Adicionalmente la compañía emite su primera acción en el mercado bursátil, el 6 de julio debuta oficialmente en las bolsas de Copenhague, Oslo y Estocolmo. En ese mismo año, adquiere la aerolínea noruega Braathens y entra en servicio el primero de los Airbus A321-200.
Durante 2002, SAS adquiere la aerolínea regional noruega Widerøe, entrando en servicio en la compañía el primero de los Airbus A330-300 encargados. Estos aviones irán principalmente destinados al tráfico en rutas sobre el Atlántico Norte.
SAS era propietaria de: SAS Cargo, Braathens en Noruega, Widerøe en Noruega, Blue1 en Finlandia y Spanair en España. También poseía: Estonian Air (49%), Air Baltic (47.2%) en Letonia, Air Greenland (37.5%), Aerolíneas de Baleares (25%), Skyways Holdings (25%) y BMI British Midland (20%).
En el verano de 2007 anunció la puesta en venta de la compañía española Spanair y su participación en British Midland, para concentrarse en su negocio en el norte de Europa, donde es líder indiscutible.[cita requerida] La intención de la compañía era completar el proceso durante el primer trimestre de 2008 a más tardar. Hasta la fecha la única oferta en firme por Spanair es la del grupo Viajes Marsans, antigua dueña de Spanair.
El 1 de mayo de 2013, el vuelo 908 de Scandinavian Airlines operado por un A330, fue despejado para el despegue en el aeropuerto Newark Liberty. El piloto se dirigió a un avión Embraer E145 ExpressJet, que operaba como el vuelo 4226 de United Express, provocando un incidente de pérdida de empenaje (cola).
Ese mismo año vende un 80% de su participación en su holding, en Widerøe.

## Flota

### Actual
| Aeronaves                 | Total | Órdenes | Asientos | Asientos | Asientos | Asientos | Notas                                           |
| Aeronaves                 | Total | Órdenes | C        | K        | Y        | Total    | Notas                                           |
| ------------------------- | ----- | ------- | -------- | -------- | -------- | -------- | ----------------------------------------------- |
| ATR 72-600                | 7     | —       | 0        | 0        |          |          |                                                 |
| Bombardier CRJ900 NextGen | 17    | —       | 0        | 0        | 88       | 88       |                                                 |
| Boeing 737-700            | 6     | —       | 0        | 0        | 141      | 141      |                                                 |
| Airbus A319-132           | 4     | —       | 0        | 0        | 141      | 141      | OY-KBO pintado con los colores antiguos         |
| Airbus A320-232           | 11    | —       | 0        | 0        | TBA      | TBA      |                                                 |
| Airbus A320-251N          | 35    | 29      | 0        | 0        | TBA      | TBA      | LN-RGL, entrada en servicio el 26 de octubre    |
| Airbus A321-253NX         | 3     | —       | 22       | 12       | 123      | 157      |                                                 |
| Airbus A330-300           | 7     | —       | 34       | 35       | 195      | 264      | SE-REF Pintado con los colores de Star Alliance |
| Airbus A350-941           | 4     | —       |          |          |          |          |                                                 |
| Total                     | 94    | 29      |          |          |          |          |                                                 |

### Histórica
| Avión                          | Total | Introducido | Retirado |
| ------------------------------ | ----- | ----------- | -------- |
| ATR 42-500                     | 1     | 2009        | 2010     |
| Airbus A300B2                  | 4     | 1980        | 1984     |
| Airbus A300B4                  | 1     | 1980        | 1983     |
| Airbus A321-232                | 8     | 2001        | 2023     |
| Airbus A340-300                | 8     | 2001        | 2020     |
| BAC 1-11-301AG One-Eleven      | 1     | 1967        | 1968     |
| Boeing 737-400                 | 4     | 2009        | 2013     |
| Boeing 737-500                 | 21    | 1993        | 2013     |
| Boeing 737-600                 | 30    | 1998        | 2019     |
| Boeing 737-800                 | 35    | 2000        | 2023     |
| Boeing 747-100                 | 2     | 1982        | 1983     |
| Boeing 747-200                 | 8     | 1982        | 1997     |
| Boeing 767-200                 | 2     | 1990        | 1992     |
| Boeing 767-300                 | 16    | 1990        | 2004     |
| Bombardier CRJ-200             | 7     | 2009        | 2015     |
| Bombardier CRJ-1000            | 3     | 2018        | 2019     |
| Bae 146-100                    | 1     | 2008        | 2008     |
| Bae 146-200                    | 2     | 2007        | 2009     |
| Bae 146-300                    | 1     | 2008        | 2009     |
| Avro RJ70                      | 2     | 2007        | 2009     |
| Avro RJ85                      | 3     | 2007        | 2009     |
| Convair CV-990                 | 2     | 1962        | 1966     |
| De Havilland Canada Dash 8-400 | 24    | 2000        | 2013     |
| McDonnell Douglas DC-8-30      | 7     | 1960        | 1971     |
| McDonnell Douglas DC-8-50      | 4     | 1966        | 1971     |
| McDonnell Douglas DC-8-60      | 18    | 1967        | 1986     |
| Fokker 50                      | 6     | 2004        | 2010     |
| McDonnell Douglas DC-10        | 12    | 1974        | 1990     |
| McDonnell Douglas DC-9         | 71    | 1967        | 2002     |
| McDonnell Douglas MD-80        | 82    | 1985        | 2013     |
| McDonnell Douglas MD-90        | 8     | 1996        | 2006     |
| Saab 340                       | 2     | 1997        | 1998     |
| Saab 2000                      | 1     | 2014        | 2016     |

## Accidentes e incidentes
- El 28 de febrero de 1984, el vuelo 901 de Scandinavian Airlines System que volaba de Estocolmo a Nueva York, se accidentó al aterrizar en la pista del Aeropuerto Internacional John F. Kennedy, sobreviviendo todos sus ocupantes.

- El 27 de diciembre de 1991, el vuelo 751 de Scandinavian Airlines operado por un McDonnell Douglas MD-81 con destino Copenhague, sufrió una falla en los dos motores. El piloto tuvo que aterrizar a 15 km (9 millas; 8 millas náuticas) del aeropuerto de Estocolmo-Arlanda. Ya que el avión tenía los motores atrás, la nieve del ala al despegar fue a parar a estos. El piloto cumplió con el protocolo al reducir la velocidad, pero un sistema de este llamado Restauración Automática de velocidad (RAE) provocó que contrariamente aumentara. Hubo 92 heridos, sin muertos.

- El 8 de octubre de 2001 en el Desastre del aeropuerto de Linate, un McDonnell Douglas MD-87 operando como vuelo 686, colisionó contra un Cessna Citation II en el Aeropuerto de Milán-Linate. Todos los pasajeros del MD-80, los del Cessna y 4 personas en el aeropuerto fallecieron.

- El 9 de septiembre de 2007, un Bombardier Q Series que cubría la ruta local Copenhague-Aalborg (SK1209) con 69 pasajeros y 4 tripulantes a bordo, se vio obligado a realizar un aterrizaje de emergencia a las 16:10 en el aeropuerto de Aalborg, al detectar problemas en uno de los trenes de aterrizaje. Durante la maniobra de aterrizaje, el tren de aterrizaje derecho reventó, provocando la inclinación del ala derecha, para que, a continuación, se iniciara el incendio del motor debido al impacto contra la pista de aterrizaje. El incendio fue sofocado por los servicios de emergencia del aeropuerto. Durante la evacuación de la aeronave, cinco pasajeros sufrieron heridas de carácter leve.[5]

- El 1 de mayo de 2013, el vuelo 908 de Scandinavian Airlines operado por un Airbus A330, fue despejado para el despegue en el aeropuerto Newark Liberty, Estados Unidos. El piloto se dirigió a un avión Embraer ERJ 145 ExpressJet, que operaba como el vuelo 4226 de United Express, provocando un incidente de pérdida de empenaje.[1][2]